# 北斗星号列车
「北斗星」（日语：／ Hokutosei */?）是由JR北海道與JR东日本聯營，往返於上野至札幌，目前已停駛的优等（特急）藍色卧铺车。

## 概要
1988年3月13日，连接本州岛和北海道的青函隧道正式开通使用。同日北斗星号列车开始运行，营运区间为上野站至札幌站。行驶路线为东北本线、IGR岩手银河铁道线、青森铁道线、津轻海峡线、函馆本线、室兰本线、千岁线。
使用寝车车厢的型号为日本國鐵24系客车。使用的牵引机车为EF510型电力机车、ED79型电力机车、DD51型柴油机车，也曾經使用過EF81型电力机车。
在本列車開行之初，時刻編排每日3往復的定期班次，後在臥鋪列車大量減少之下，自2009年3月後定期班次僅剩1往返。2014年3月時刻改正後更成為最後的定期藍色列車。
JR東日本在2014年12月19日公佈，因車廂老舊且為配合北海道新幹線開業前的綜合檢查與訓練作業，於2015年3月14日起停駛定期班次，之後改為以JR東日本所有車輛編組開行臨時班次行駛至8月22日為止。停駛後絕大部份車廂陸續報廢拆解，有民眾發起募款活動已成功保存部份車廂於北海道北斗市。

## 营运状况

### 运行区段
上野站至札幌站间1214.7km。车次为1日1次往返，约16小时。是JR定期旅客列车中营运距离最长的列车。但隨著北斗星號、仙后座號相繼停駛，目前JR中营运距离最长的定期旅客列车是往返於東京與博多間的希望號（のぞみ，1174.9km）。

### 停车站
上野、大宫、宇都宫、郡山、福岛、仙台、函馆、森、八云、长万部、洞爷、伊達紋別、东室兰、登别、苫小牧、南千岁、札幌

### 车辆段
- 上野站至蟹田站间：JR东日本的青森车辆段
- 蟹田站至札幌站间：
  - 下行：JR北海道的函馆车辆段
  - 上行：JR北海道的札幌车辆段

### 牵引机车
- 上野=青森 JR東日本田端運轉所出車
  - 日本國鐵EF81-0番台電力機車(1988.03.13~)
  - JR東日本EF510-500番台電力機車(2010.07.14~，目前為JR貨物所屬機車)
- 青森=函館 JR北海道函館運輸所出車
  - 日本國鐵ED79-0番台電力機車(1988.03.13~，由ED75-700番電力機車改造)
  - 日本國鐵ED76-550番台電力機車(1989~2001，由ED76-500番電力機車改造)
- 函館=札幌 JR北海道函館運輸所出車
  - 日本國鐵DD51-500番台柴油機車，重聯行駛(1989.03.13~)

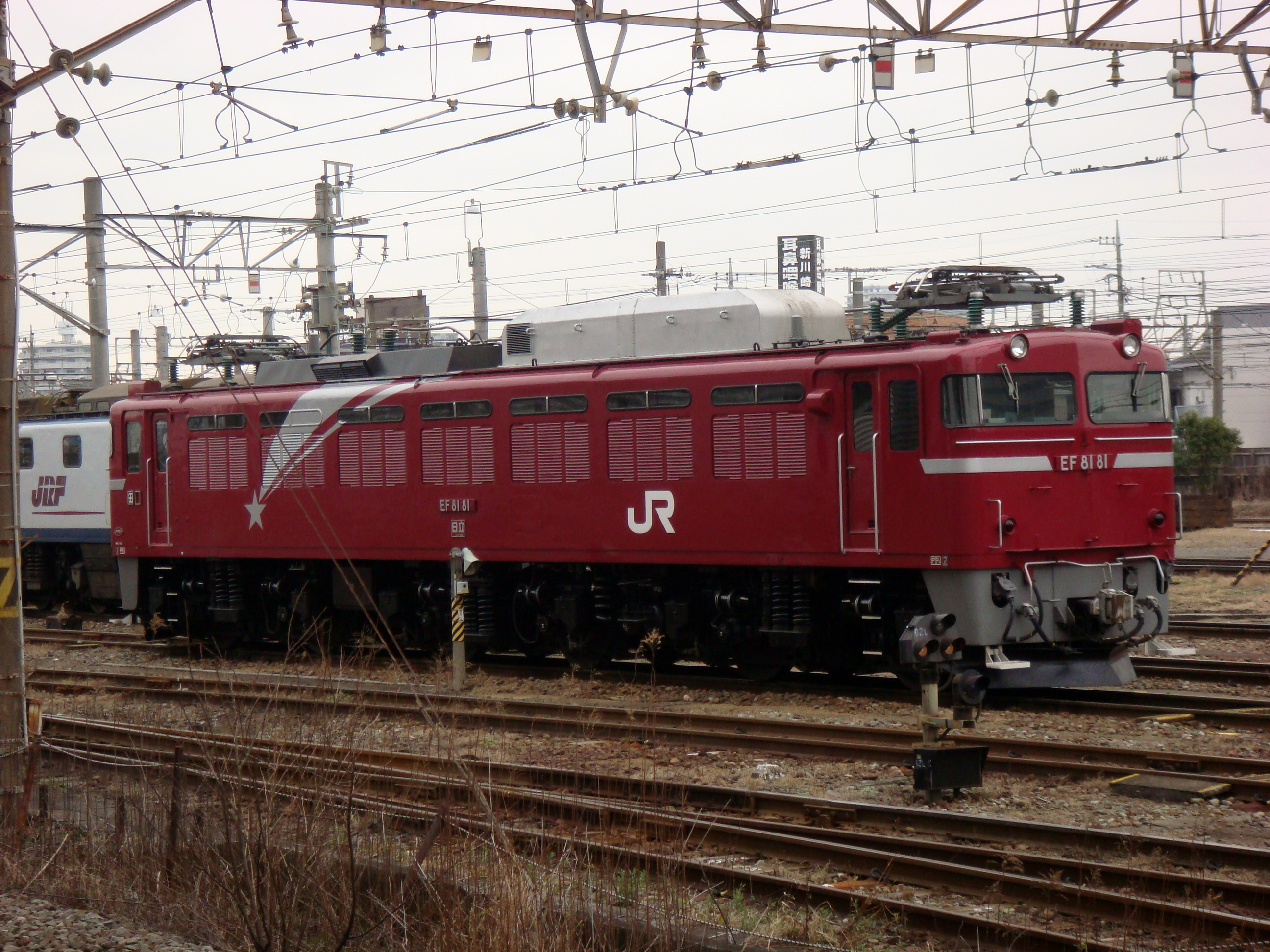
車身塗有「北斗星號」標誌的EF8181電力機車（2009年3月）
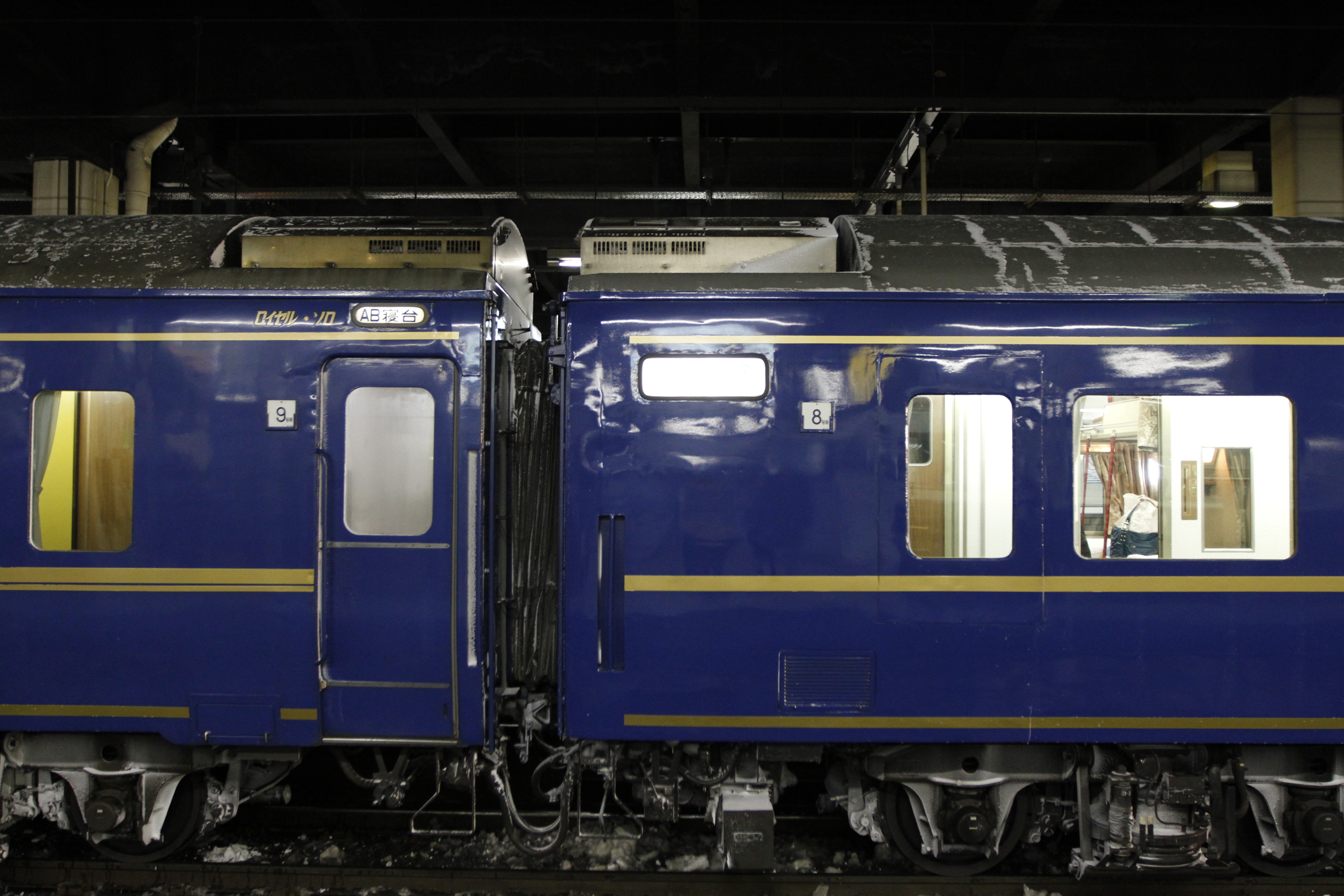
位于札幌站的“北斗星号”
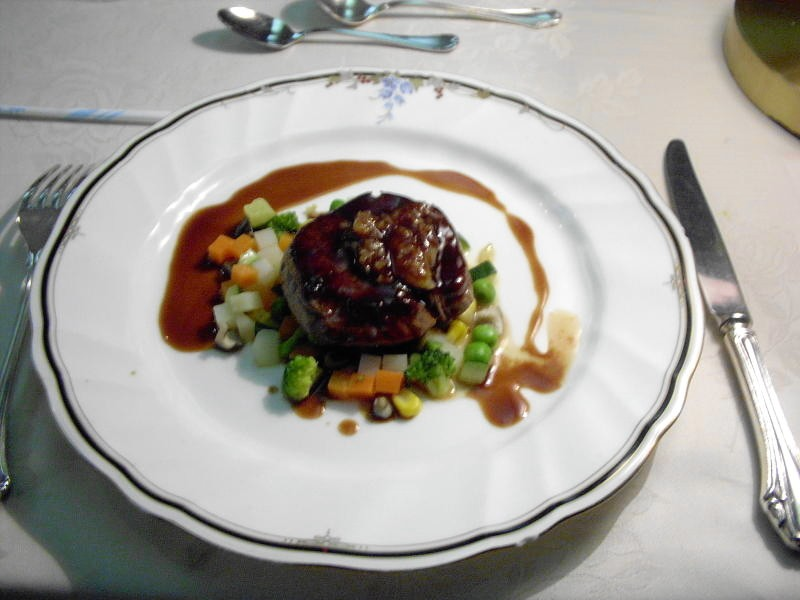
晚餐牛排
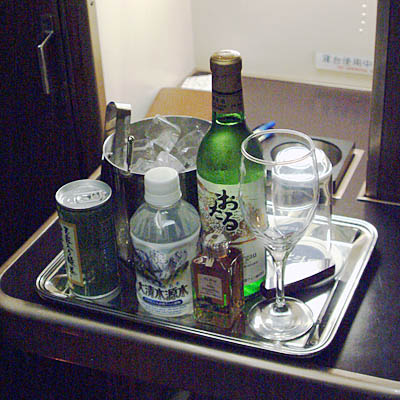
A寝台提供的酒類飲料
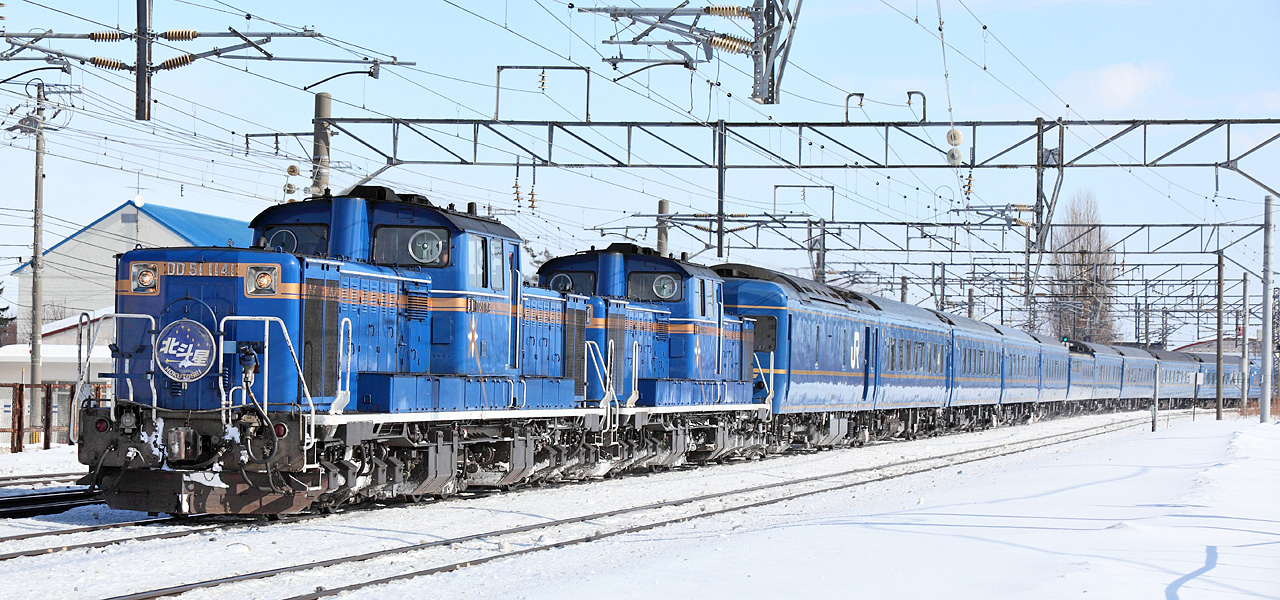
由DD51柴油機車牵引
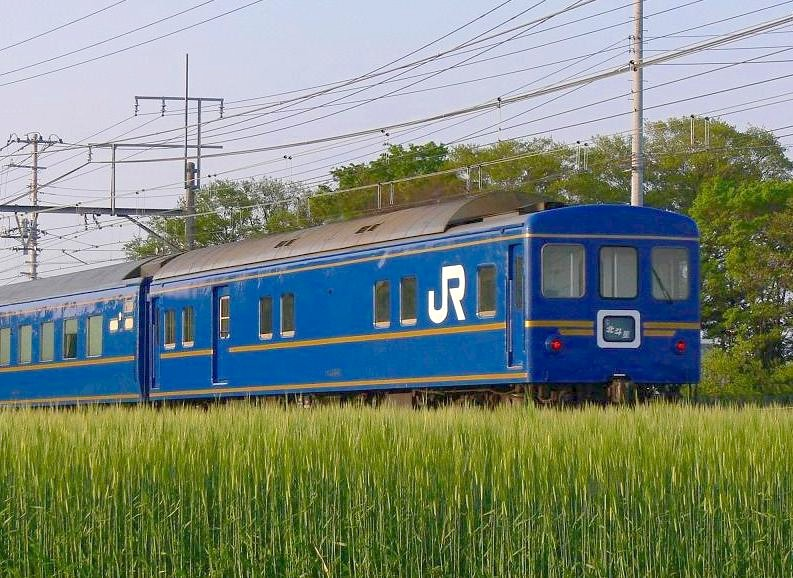
24系寝车车厢
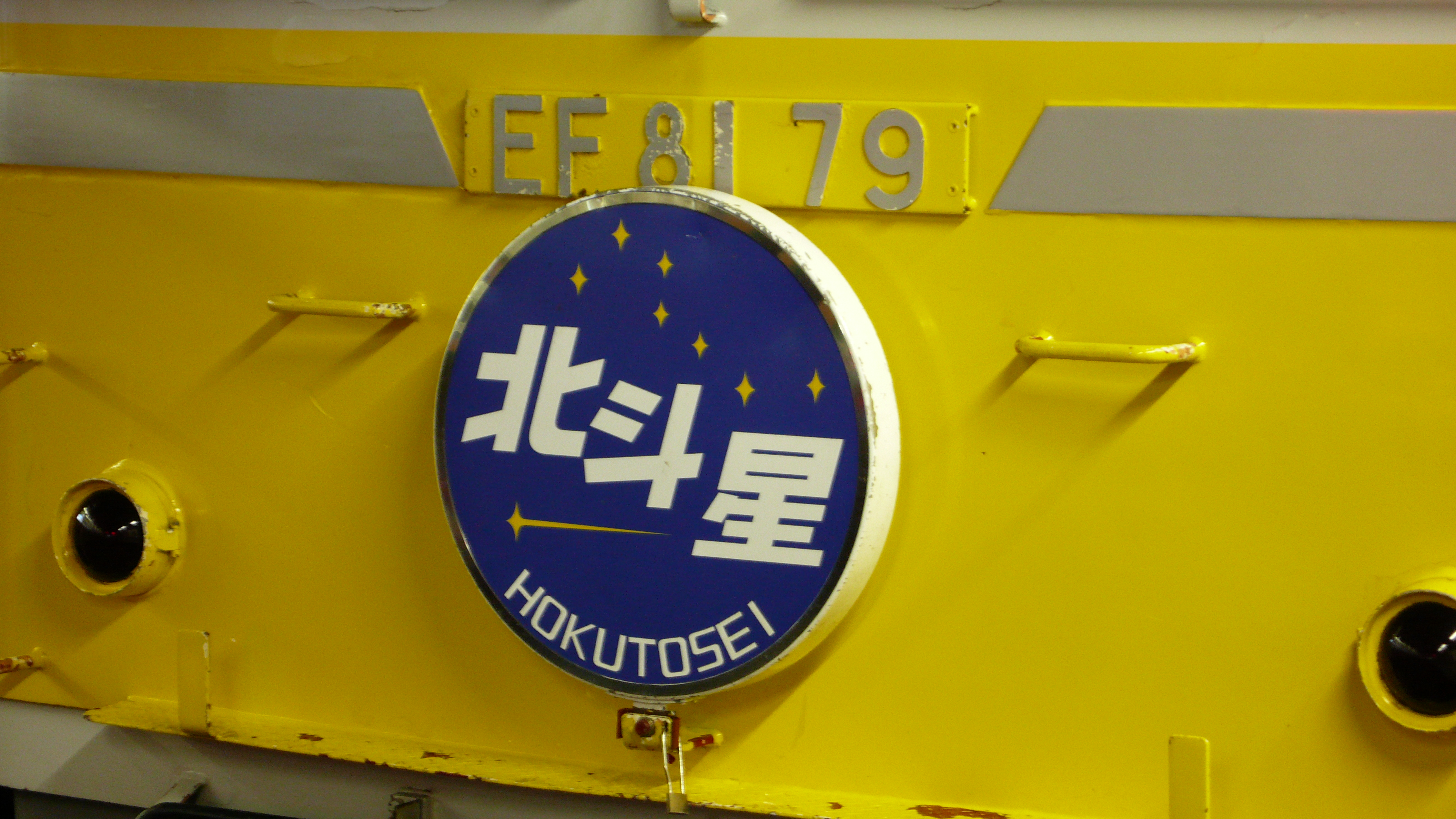
LOGO
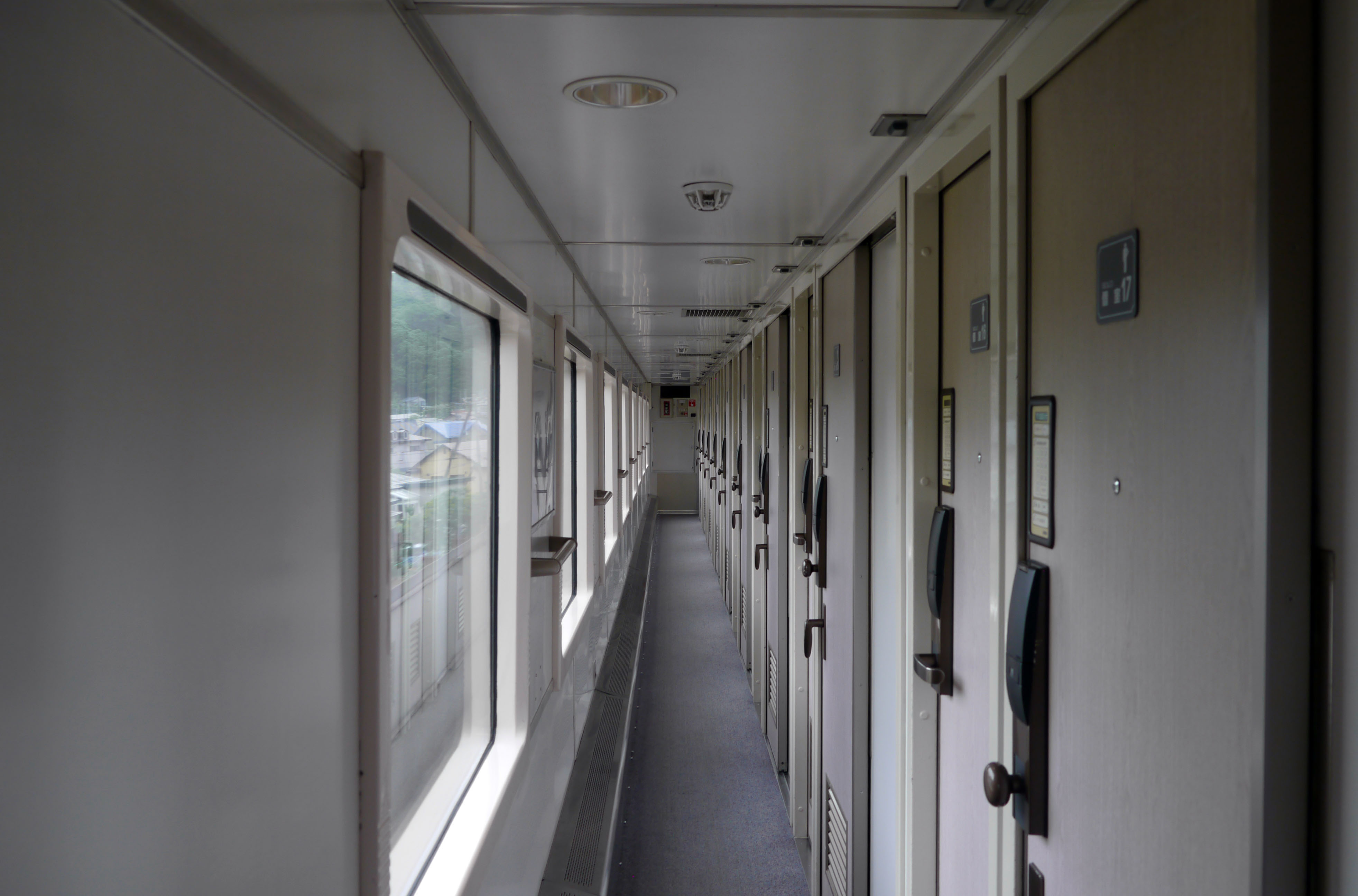
走道
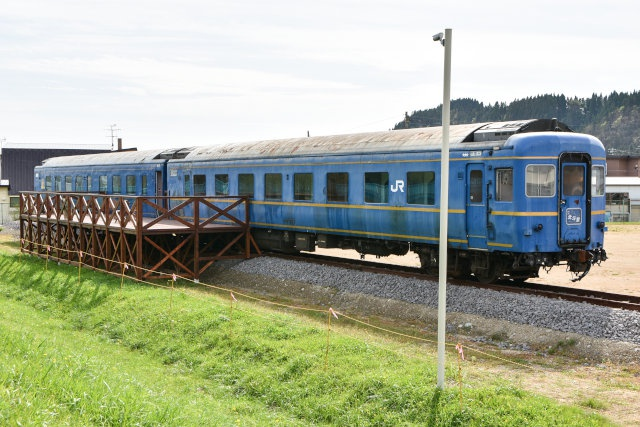
现保存于北海道北斗市的两车厢

## 车辆编成
初期北斗星號列車並無兩公司混編情況，該情形是在北斗星號縮為一往返後才有，未使用列車轉為備用車，JR東日本的備用車常作為培訓司機員的訓練車(通稱黑磯訓練)使用。
另外因24系客車老舊，經常以一輛為單位進行編組更動。

最後的臨時運用期間改為全由JR東日本編組出車。

## “北斗星”名称的由来
“北斗星”为北斗七星、北极星。使用天体星座名稱或以宇宙為主題的名稱作为暱稱是日本臥舖列車的慣例。而當年公開招募本列車名稱的活動中，國鐵並沒有使用招募結果第1位的「北海」、第2位的「丹頂」(タンチョウ)及第3位的「極光」(オーロラ)，最終選取了第108位的「北斗星」。

## 流行文化
《名偵探柯南》和其劇場版、与《金田一少年事件簿》的故事中均有以此为背景的殺人事件。

## 延伸阅读

### 書籍
- ジェー・アール・アール『JR電車編成表 2014冬』交通新聞社、2013年11月14日、357頁。ISBN 4-330-42413-4。ISBN 978-4-330-42413-2。
- 寺本光照（著）『国鉄・JR列車名大事典』中央書院、2001年7月。ISBN 4-88732-093-0。ISBN 978-4-88732-093-2。
- 『さらば！北の大地の寝台列車 北斗星&トワイライトエクスプレス 四半世紀にわたる軌跡を完全保存！』ネコ・パブリッシング（NEKO MOOK 2275）、2015年3月9日。ISBN 4-7770-1775-3。ISBN 978-4-7770-1775-1。